# Autoplusia limata
Autoplusia limata là một loài bướm đêm trong họ Noctuidae.